# Міагра блискучопера

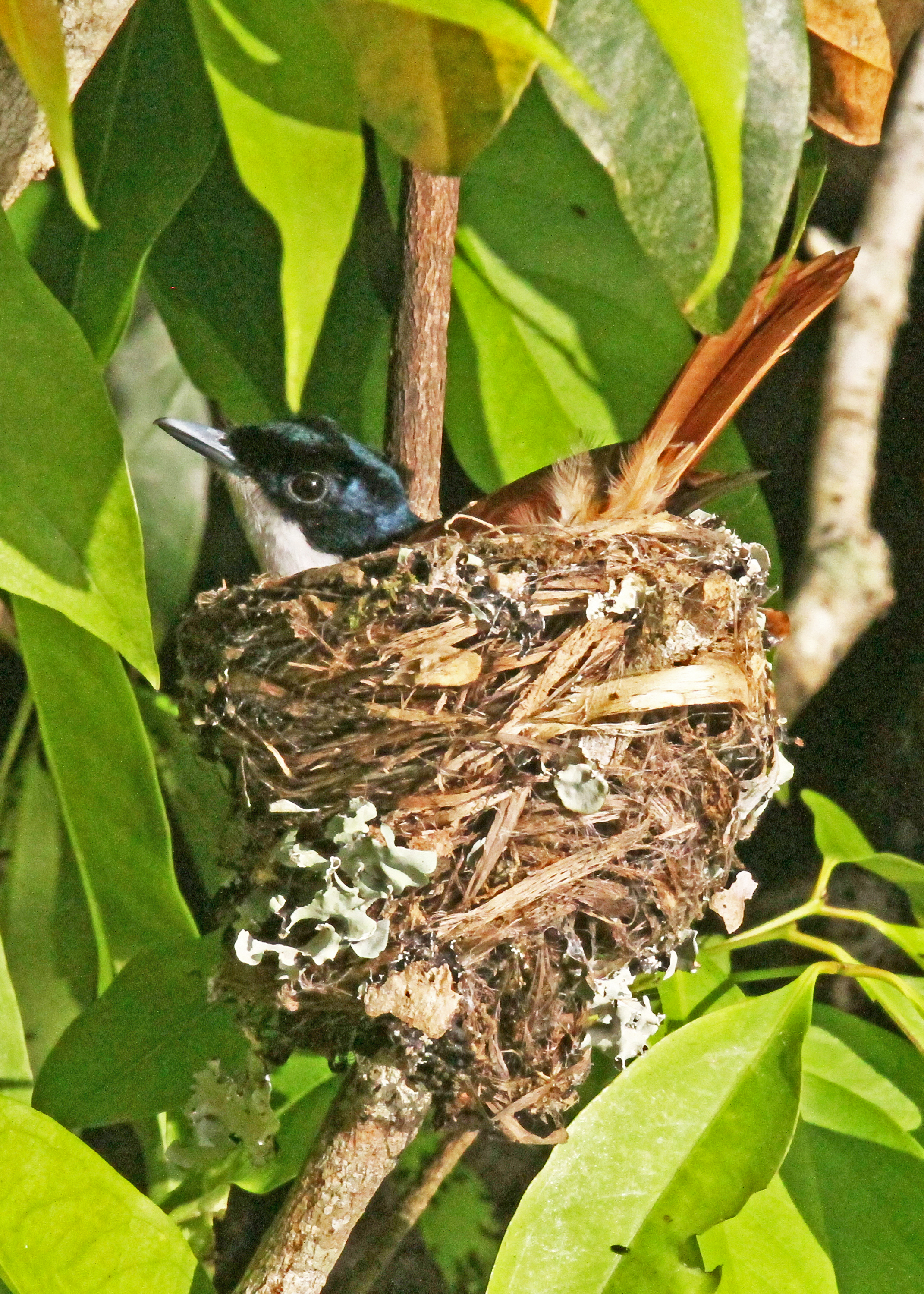
Самиця в гнізді

Міа́гра блискучопера (Myiagra alecto) — вид горобцеподібних птахів родини монархових (Monarchidae). Мешкає в Австралії, Індонезії та Папуа Новій Гвінеї.

## Підвиди
Виділяють вісім підвидів:
- M. a. alecto (Temminck, 1827) — північні і центральні Молуккські острови;
- M. a. longirostris (Mathews, 1928) — Танімбарські острови;
- M. a. rufolateralis (Gray, GR, 1858) — острови Ару;
- M. a. chalybeocephala (Lesson, R & Garnot, 1828) — острівці на захід від Нової Гвінеї, Нова Гвінея, острови Бісмарка;
- M. a. lucida Gray, GR, 1858 — острівці на схід від Нової Гвінеї, острови Д'Антркасто і Луїзіади;
- M. a. manumudari (Rothschild & Hartert, E, 1915) — острів Манам[en];
- M. a. melvillensis (Mathews, 1912) — північно-західна і північна Австралія;
- M. a. wardelli (Mathews, 1911) — південь Нової Гвінеї, північно-східна і східна Австралія.

## Поширення і екологія
Блискучопері міагри живуть в тропічних і мангрових лісах, в прибережних заростях поблизу озер і річок, на болотах.